# In Corpore Sano
"In corpore sano" (em português: Em corpo são) é a canção que representou a Sérvia no Festival Eurovisão da Canção 2022 que teve lugar em Turim. A canção foi selecionada através do Pesma za Evroviziju, realizado no dia 5 de março de 2022. Na semifinal do dia 12 de maio, a canção qualificou-se para a final. "In corpore sano" terminou em 5º lugar com 312 pontos.